# Šaj Piron
Šaj Piron, plným jménem Šaj Moše Piron (hebrejsky שי פירון nebo שי משה פירון‏, narozen 25. ledna 1965 Kfar Vitkin), je izraelský rabín, politik a poslanec Knesetu za stranu Ješ atid. V letech 2013 až 2014 zastával funkci ministra školství v izraelské vládě.

## Biografie
Od Mordechaje Elijahu získal osvědčení pro výkon profese rabína. Bakalářský titul obdržel na vysoké škole Ša'arej mišpat a v roce 2013 se uvádí, že studuje magisterský program na Bar-Ilanově univerzitě. Na Bar-Ilanově univerzitě, na škole Ša'arej mišpat a v institutu Interdisciplinary Center rovněž vyučuje. Jako vojín sloužil v izraelské armádě. V období let 1993–1998 působil coby rabín v kibucu Ejn ha-Naciv. V letech 1998–2008 byl ředitelem dívčí střední školy Ulpanat Ješurun. Žije v izraelské osadě Oranit. Působí zde od roku 1998 jako rabín. Zároveň vedl v letech 2002–2011 ješivu ve městě Petach Tikva. Je ředitelem organizace ha-Kol le-chinuch (Vše pro vzdělání), která se zaměřuje na reformu státního školského systému. Je aktivní v mnoha projektech zaměřených na spolupráci sekulární a religiózní populace v Izraeli.
Ve volbách v roce 2013 byl zvolen do Knesetu za stranu Ješ atid. Následně byl jmenován ministrem školství v třetí Netanjahuově vládě. Na svou funkci rezignoval v prosinci 2014 poté, co premiér Netanjahu odvolal ministra financí Ja'ira Lapida, toho času rovněž předsedu Ješ atid.
Mandát poslance obhájil ve volbách v roce 2015. Na mandát ale rezignoval počátkem září 2015 s tím, že nastoupí jako pedagog na Sderot College v Sderotu. Zároveň se měl stát vedoucím odboru školství a kultury na městském úřadu ve Sderotu. Členem strany Ješ atid zůstal.